# بابور (سطیف)
سطیف بابور (به عربی: بابور) یک شهرداری در الجزایر است که در استان سطیف واقع شده‌است.